# Campus Odense Station
Campus Odense Station er en letbanestation på Odense Letbane, beliggende på Campusvej i den nordlige ende af Syddansk Universitets område i Odense. Stationen åbnede sammen med letbanen 28. maj 2022.
Letbanen ligger på Campusvej, der går på langs gennem universitetets område, et såkaldt campus. Stationen ligger lige syd for krydset med Bøgeskovvej og består af to spor med hver sin sideliggende perron. Campusvej er spærret for biltrafik, der i stedet må køre øst eller vest om universitetet. Alternativt kan bilisterne benytte Park and ride-anlægget ved Parkering Odense Syd Station og tage letbanen derfra. Derudoverligger der en supercykelsti langs med letbanen.
Stationen betjener en række institutioner i området, blandt andet Center for Journalistik, Syddansk Universitetsforlag og Svømmehallen Universitetet. Lidt mod øst ligger der et atletikstadion og fodboldklubben B1913s hjemmebane Campus Road.

## Galleri
- Stationen set fra gangbroen

Campus Odense
| Foregående station           |  | Odense Letbane                       |  | Efterfølgende station |
| ---------------------------- |  | ------------------------------------ |  | --------------------- |
| Cortex Park mod Tarup Center |  | Tarup Center - Hjallese fra maj 2022 |  | SDU mod Hjallese      |